# Mataiva
Mataiva ou Matahiva est un atoll situé dans l'archipel des Tuamotu en Polynésie française dans le sous-groupe des Îles Palliser. Il fait administrativement partie de la commune de Rangiroa.

## Géographie

### Situation

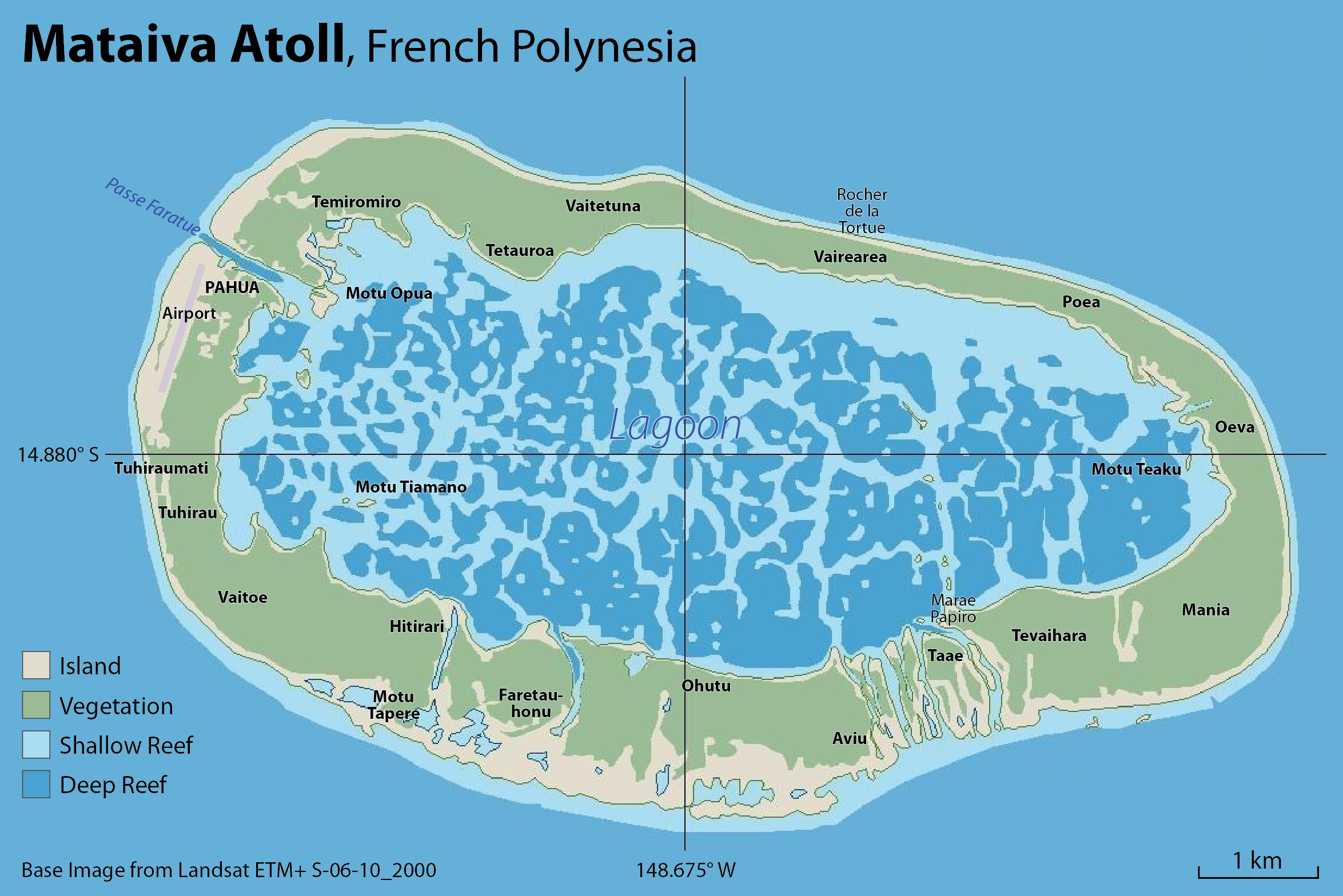
Carte topographique de l'atoll.

Atoll le plus occidental des Tuamotu, Mataiava est situé à 39 km à l'ouest de Tikehau, l'île la plus proche, et à 300 km au nord de Tahiti. Il fait 10 km de longueur et 5,5 km de largeur maximales pour une surface de terres émergées de 16 km2 et un lagon de 25 km2, accessible par une passe unique située à l'ouest.

### Géologie
D'un point de vue géologique, l'atoll est l'excroissance corallienne (de quelques mètres) du sommet du mont volcanique sous-marin homonyme qui mesure 2 900 mètres depuis le plancher océanique et formé il y a 64,3 à 66,4 millions d'années.

### Démographie
En 2017, la population totale de Mataiva est de 293 personnes, principalement regroupées à l'ouest de l'atoll dans le village de Pahua situé, près de la passe ; son évolution est la suivante :
| 183                                                     | 199 | 227 | 235 | 204 | 280 | 294 |
| Sources ISPF et Gouvernement de la Polynésie française. |     |     |     |     |     |     |

## Histoire
Mataiva est pour la première fois abordé par un Européen par le navigateur russe Fabian Gottlieb von Bellingshausen le 30 juillet 1820 qui nomme l'atoll du nom d'île Lazaroff,. L'atoll est abordé par Charles Wilkes en septembre 1839, lors de son expédition australe.
Au XIXe siècle, Mataiva devient un territoire français, d'environ trente habitants autochtones, qui développe la production de coprah et la chasse aux tortues.

## Économie
L'activité principale de l'île est liée au tourisme. L'atoll est particulièrement apprécié des polynésiens pour ses pensions tout inclus qui proposent excursions sur le lagon et repas sur les motus. L'activité traditionnelle est celle de la culture du coprah sur cet atoll très boisé et de la vanille. Par ailleurs, le sol de Mataiva renferme du phosphate, dont la quantité est estimée à 12 millions de tonnes[réf. nécessaire]. Depuis une dizaine d'années, des discussions ont lieu quant à l'exploitation éventuelle de cette ressource ; bien qu'une partie des habitants de l'île soit d'accord, la majorité s'y oppose nettement.
L'atoll possède un petit aérodrome avec une piste de 1 200 m. Il accueille, en moyenne, environ 220 vols et 8 000 passagers par an, dont 30% en transit.

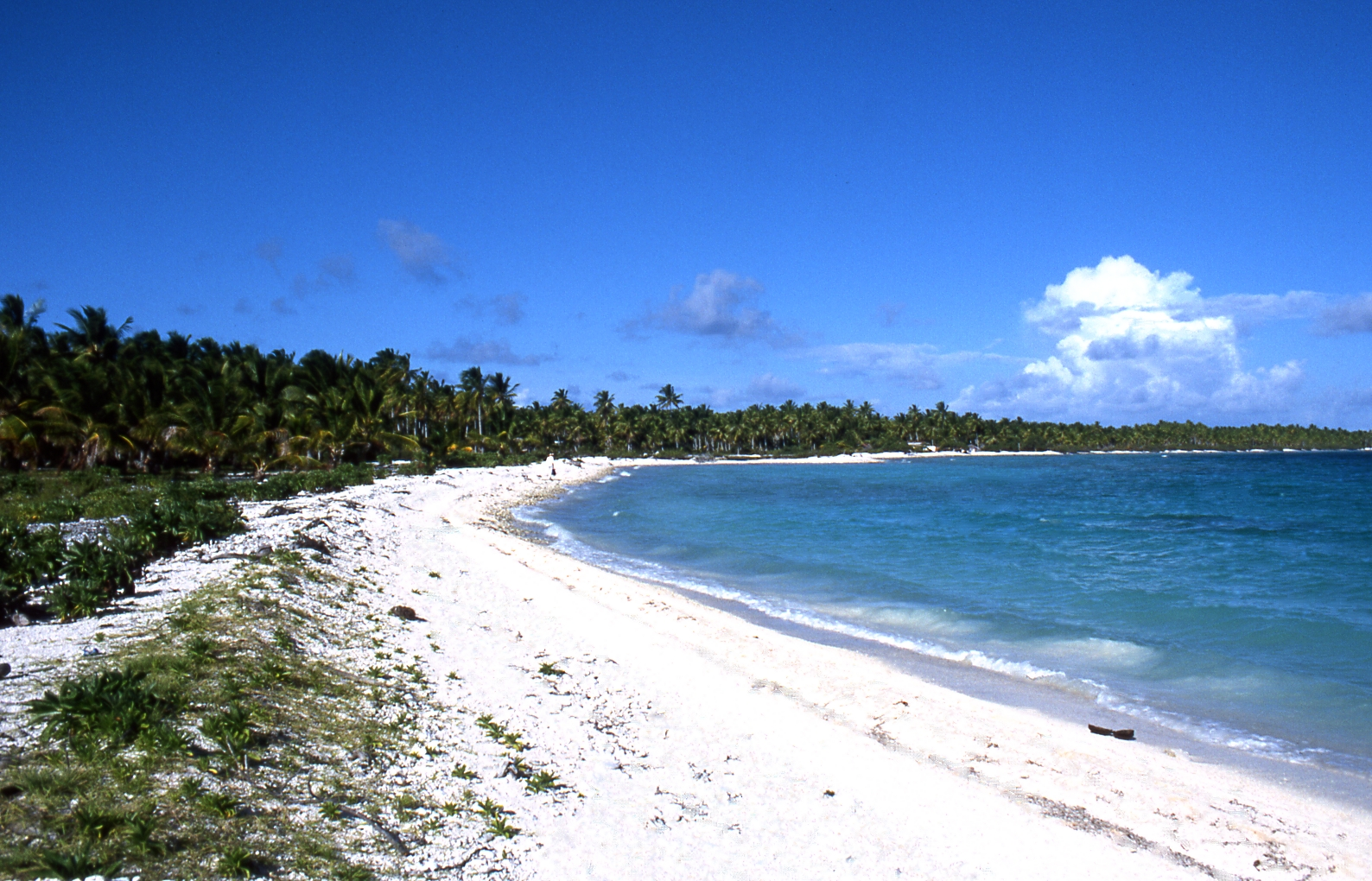
La partie vers l'océan
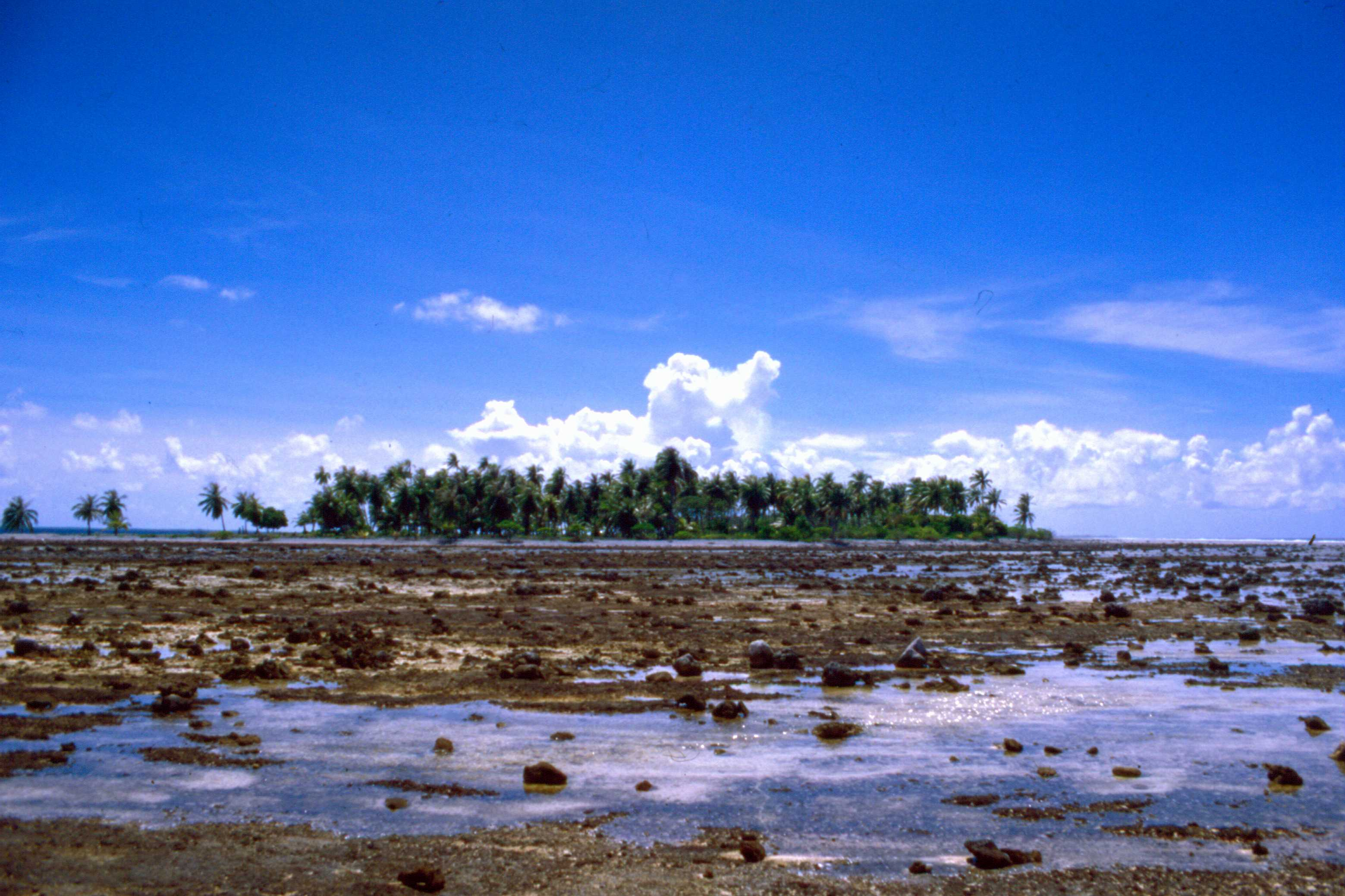
Le lagon
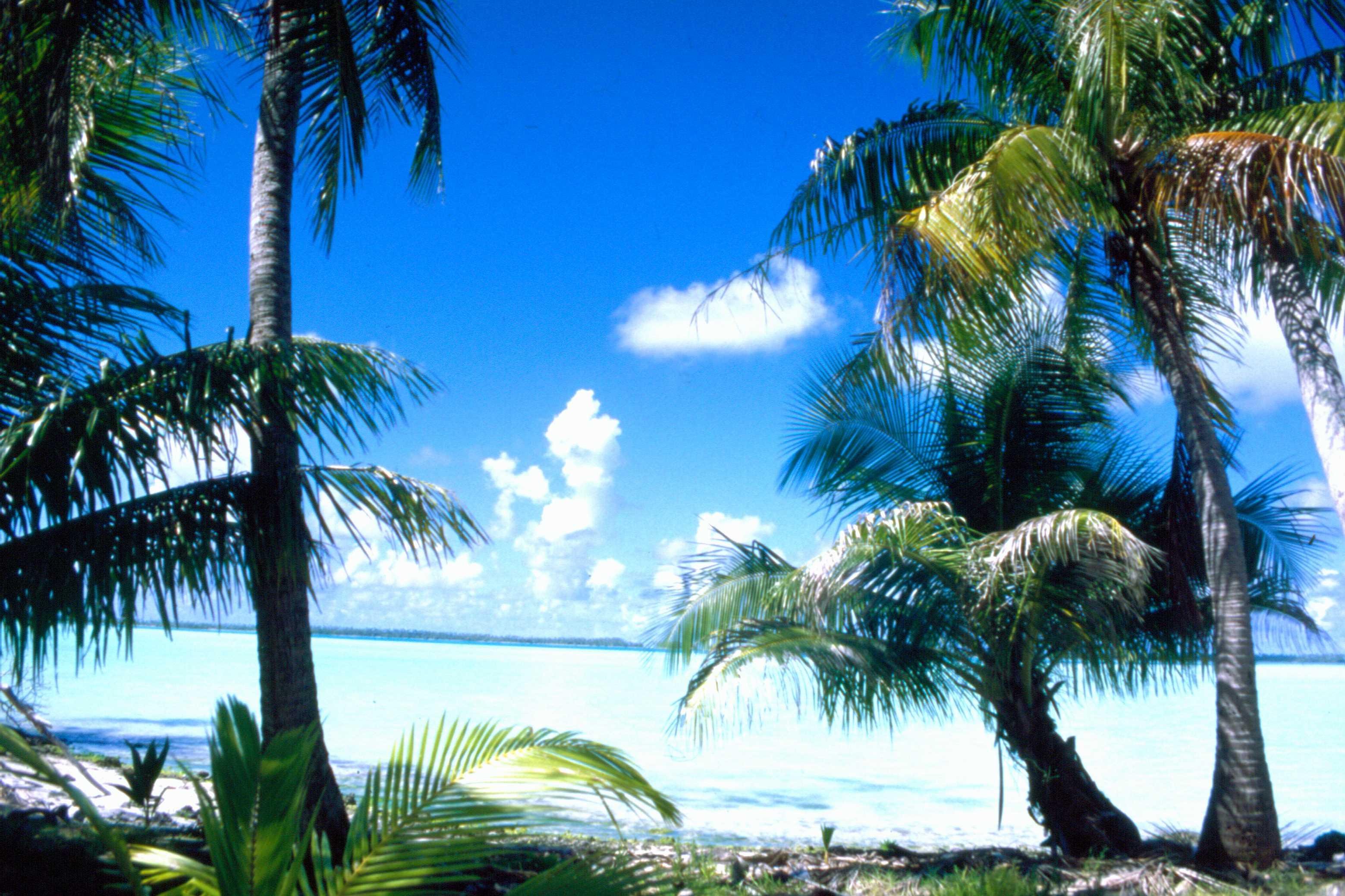
Le lagon